# Euro Touring Series 2017/18
Die Euro Touring Series 2017/18 (ETS) ist die elfte Saison der Euro Touring Series, einer Rennserie für funkferngesteuerte Modellautos in Europa.
Erneut werden in dieser Saison sechs Läufe ausgetragen. In Kalender sind aus der Vorsaison nur Getafe bei Madrid und ein Rennen in der Hudy Racing Arena in Trencin geblieben.

## Klassen und Reglement
Ausgetragen werden die Rennen ausschließlich mit 1:10 Elektro-Modellen. Zum Einsatz kommen Tourenwagen mit Allradantrieb (Modified und Pro Stock) und Formel-Autos.
In der Modified, der freiesten Klasse, sind für die dort startenden Tourenwagen Elektronik und Motoren frei, aber Einheitsreifen von Volante vorgeschrieben.
Für die Tourenwagen der Pro Stock sind neben Einheitsreifen von Volante einheitlichen Motoren und Regler von Muchmore mit 13,5 Wicklungen vorgeschrieben.
Für die Formel-Autos sind Reifen von Volante und Einheitsmotoren und -regler von Scorpion mit 21,5 Wicklungen vorgeschrieben.
Der sportliche Ablauf sieht für jede Klasse freie Trainings, Vorläufe und drei Finale vor. Bei diesen Finalen werden die beiden besten eines jeden Fahrers gewertet, und so die Gesamtwertung ermittelt.

## Rennergebnisse
| Datum            | Austragungsort                       | Strecke         | Modified          | Pro Stock     | Formula         | 40+ Masters       |
| ---------------- | ------------------------------------ | --------------- | ----------------- | ------------- | --------------- | ----------------- |
| 27. – 29.10.2017 | Messe Wien, Wien                     | Teppich Indoor  | Marc Rheinard     | Jan Ratheisky | Jan Ratheisky   | Peter Miko        |
| 02. – 04.02.2018 | Sporthotel & Resort Grafenwald, Daun | Teppich Indoor  | Bruno Coelho      | Jan Ratheisky | Oliver Bultynck | Özer Yürüm        |
| 13. – 15.04.2018 | Getafe bei Madrid                    | Asphalt Outdoor | Alexander Hagberg | Max Mächler   | Oliver Bultynck | Christian Drießle |
| 11. – 13.05.2018 | Motodrom Andernach                   | Asphalt Outdoor | Bruno Coelho      | Jan Ratheisky | Jan Ratheisky   | Thomas Oehler     |
| 22. – 24.06.2018 | Apeldoorn                            | Asphalt Outdoor | Bruno Coelho      | Jan Ratheisky | Jan Ratheisky   | Beni Stutz        |
| 13. – 15.07.2018 | Hudy Racing Arena, Trencin           | Asphalt Outdoor | Bruno Coelho      | Jan Ratheisky | Oliver Bultynck | Thomas Oehler     |